# Dominion (documentaire)
Dominion is een documentaire uit 2018 die gemaakt is door de Australische dierenrechtenactivist Chris Delforce. De documentaire laat beelden zien van commerciële processen waar dieren bij betrokken zijn, zoals in de vee-industrie, de veehouderij en laboratoria waar dierproeven worden uitgevoerd. Deze beelden, gemaakt met drones en verborgen camera's, focussen op de omgang met dieren door personeel en machines. Dominion is een vervolg op Lucent, een documentaire uit 2015 die ook door Delforce is gemaakt. In de documentaire komen zes onderwerpen aan bod; landbouwhuisdieren, wilde dieren, gezelschapsdieren, amusementsdieren, pelsdieren en dieren waarop dierproeven uitgeoefend worden. De documentaire is gemaakt en bedoeld om kijkers op de hoogte te brengen van de manier waarop dieren behandeld worden, manieren die vaak juridisch of wettelijk "humaan" genoemd worden, maar die dat volgens Delforce niet zijn.

## Verspreiding
De documentaire en de verspreiding ervan wordt beheerd door het Australische Farm Transperancy Project. De documentaire is beschikbaar gesteld op YouTube en verschillende andere websites, waar de documentaire direct bekeken kan worden en waar bronbestanden kunnen worden gedownload in een formaat dat ondersteund wordt in bioscopen en theaters. Er zijn geen licentiekosten gebonden aan het organiseren van een vertoning van de documentaire voor publiek.